# 葡齒褶囊海鯰
葡齒褶囊海鯰，又名莫桑比克海鯰，為輻鰭魚綱鯰形目海鯰科的其中一種，又稱莫桑比克海鯰，分布於印度西太平洋區，從東非至澳洲海域，體長可達35公分，棲息在沿海、河口區，屬肉食性，以無脊椎動物為食，可做為食用魚。

## 擴展閱讀
維基物種上的相關：葡齒褶囊海鯰